# Сментово-Хмеленське
Сментово-Хмеленське (пол. Smętowo Chmieleńskie, нім. Schmentau or Smentau) — село в Польщі, у гміні Картузи Картузького повіту Поморського воєводства.
У 1975-1998 роках село належало до Гданського воєводства.